# Anne Funk
Anne Funk (* 8. Juni 1980) ist eine deutsche Journalistin und ehemalige Regierungssprecherin des Saarlandes.
Anne Funk studierte Politikwissenschaft an der Universität Trier und am Institut d’études politiques in Bordeaux sowie an der École nationale d’administration in Straßburg.
Nach dieser Zeit wurde sie bei der Saarbrücker Zeitung als Journalistin und Redakteurin tätig. 2007 wurde sie mit dem Nachwuchspreis des Deutsch-Französischen Journalistenpreises ausgezeichnet.
Ab 2010 wurde sie für das saarländische Ministerium für Europa tätig, zunächst als persönliche Referentin und Sprecherin des Ministeriums, danach ab 2013 als Referatsleiterin für deutsch-französische Beziehungen und Europapolitik. Nebenberuflich erwarb sie einen Master-Grad in European Governance and Administration. 2016 wurde sie Leiterin des Bureau de la Sarre in Paris.
Zum 1. Januar 2018 wurde sie Regierungssprecherin der Saarländischen Staatskanzlei. Im November 2019 wurde sie auf dieser Position von Alexander Zeyer abgelöst und kehrte ins saarländische Europa-Ministerium zurück. Dort hat sie unter anderem die Organisation des saarländischen Gipfelvorsitzes der Großregion übernommen. Seit 2021 ist sie in Brüssel als nationale Expertin bei der Europäischen Kommission im Kabinett von der Leyen tätig.